# تیم ملی هاکی روی چمن زنان زیمبابوه
تیم ملی هاکی روی چمن زنان زیمبابوه (انگلیسی: Zimbabwe women's national field hockey team) نماینده کشور زیمبابوه در مسابقات زنان هاکی روی چمن است.
این تیم در بازی‌های المپیک تابستانی ۱۹۸۰ به مقام قهرمانی دست پیدا کرده است.